# IBM System/370

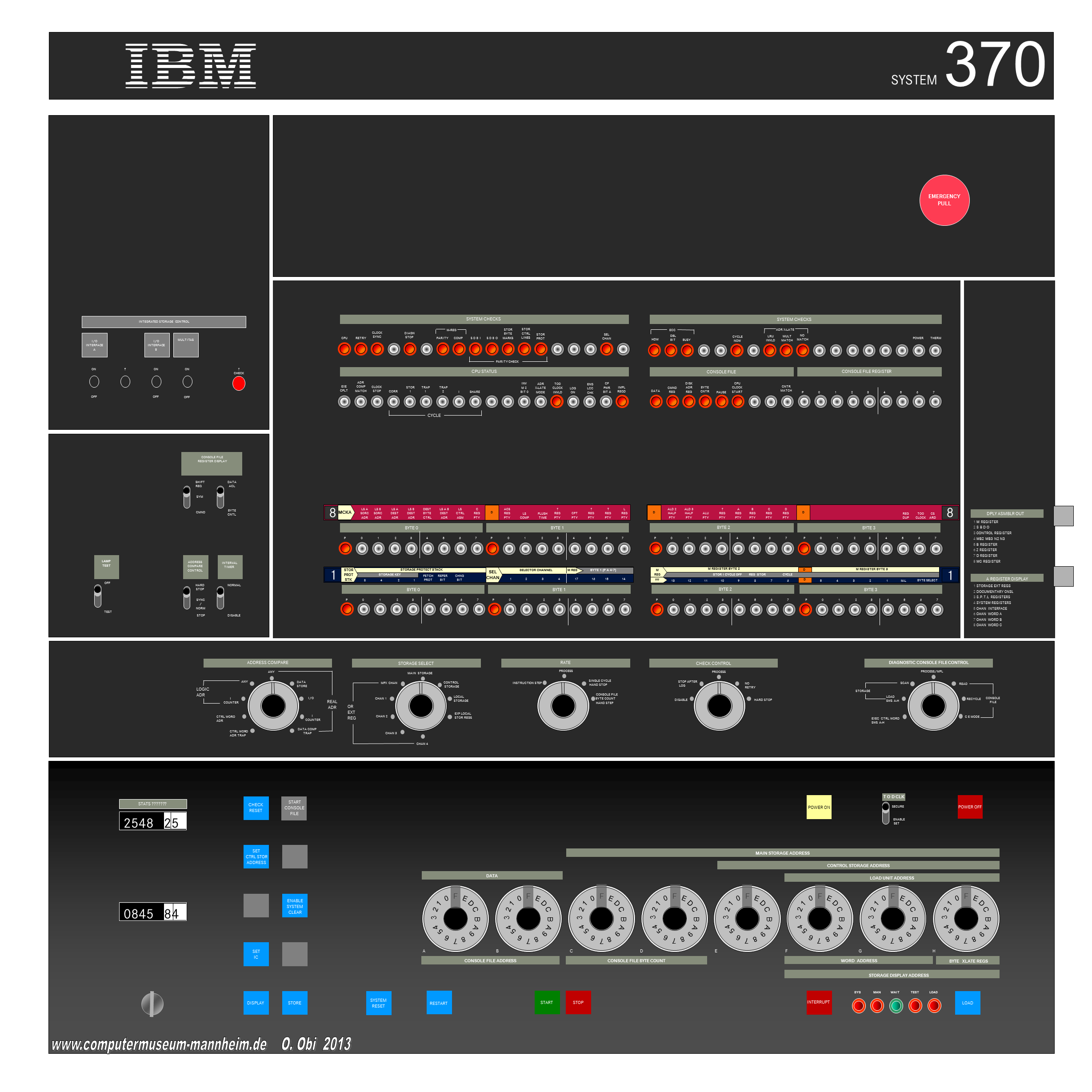
Системна панель System/370-145

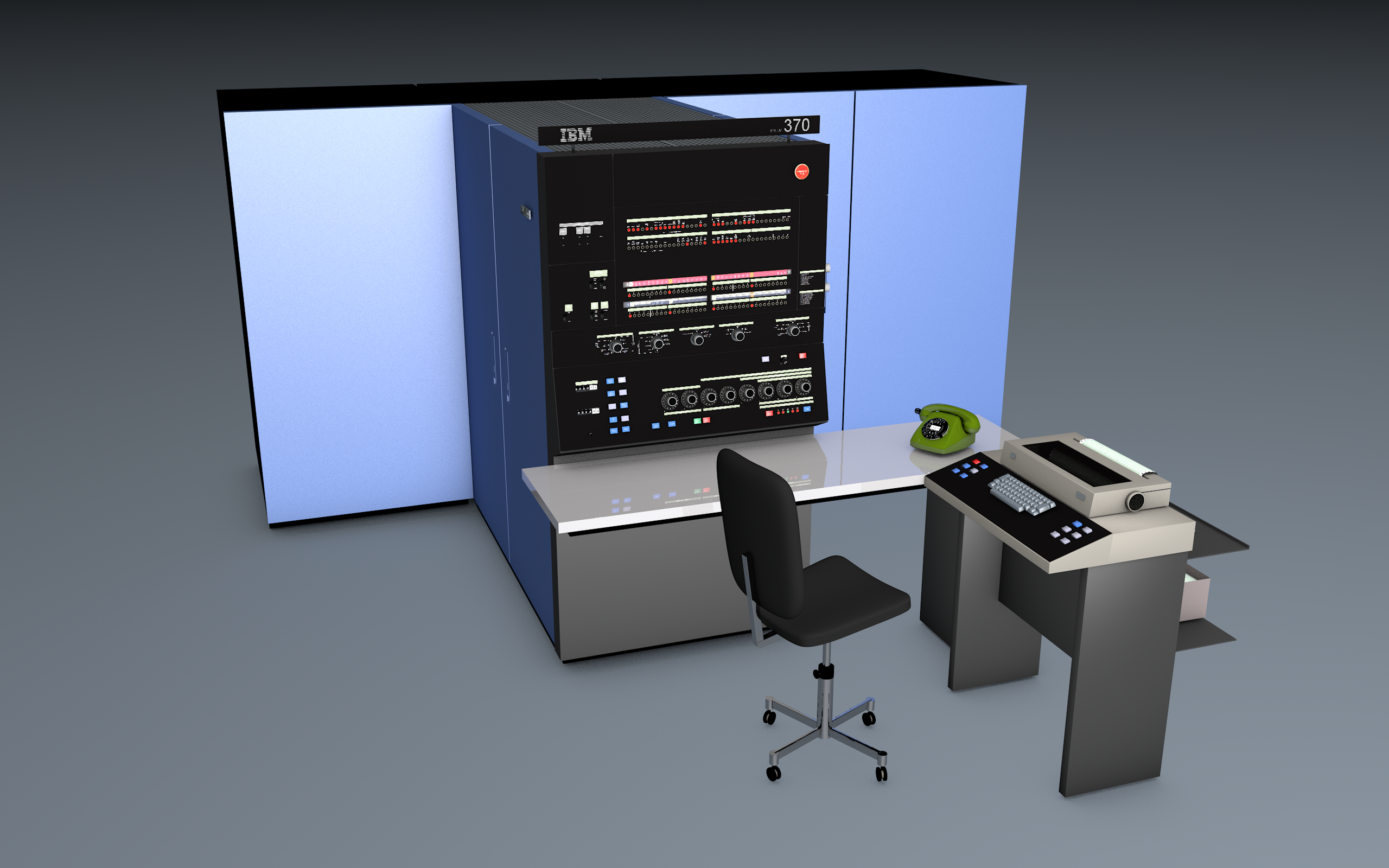
Стійка процесора та ОП System/370-145 з пультом оператора

IBM System/370 (S/370) — серія мейнфреймів, випущена компанією IBM починаючи з 1970-х років. Вперше анонсована 30 липня 1970.
Залежно від комплектації, комп’ютери IBM System/370 виконували близько 100 тис — 1 млн операцій за секунду.
Ці машини мали ті ж переваги, що і їх попередники IBM System/360: високу керованість, універсальність, масштабовність і надійність при виконанні застосунків з великим обсягом даних в багатокористувацькому середовищі і були сумісні з системами IBM System/360. Основними новаціями System/370 можна вважати можливість використання декількох процесорів в межах однієї системи, повноцінну підтримку віртуальної пам'яті і новий 128-розрядний блок арифметики з рухомою комою.
Окремі моделі містили мікропрограмну підтримку спеціальних додатків та операційних систем, як то: підтримку обчислення тригонометричних функцій, операцій над матрицями, перемикання віртуальних машин (в системі VM) тощо.
Архітектура IBM System/370 була клонована в радянських ЕОМ серії ЄС ряд 3. Також сумісні машини випускали Amdahl Corporation і великі японські корпорації, такі як Fujitsu, Hitachi і Mitsubishi.

## Еволюція серії
Лінійка моделей System/370 була анонсована 30 червня 1970 року, а перші поставки моделей 155 і 165 замовникам були заплановані на лютий і квітень 1971-го відповідно.
За час свого 20-річного існування серія System/370 зазнала кількох архітектурних вдосконалень.

### Початкові моделі
Перші моделі серії, Model 155 і Model 165, лише незначно відрізнялися за архітектурою від System/360. З-поміж змін були наступні:
- 13 нових інструкцій, серед яких:

- MOVE LONG (MVCL);:23-25
- COMPARE LOGICAL LONG (CLCL);:22

ці інструкції дозволяли роботу з масивом довжиною 2^24-1 байт (16 мегабайт). Аналогічні команди System/360 (MVC and CLC) мають обмеження у 256 байт;
- SHIFT AND ROUND DECIMAL (SRP), призначені для множення і ділення упакованих десяткових чисел (при діленні результат округлювався);:25-26

- опційна підтримка 128-розрядних обчислень з рухомою комою, що до цього з'явилася у IBM System/360 Model 85[3][4]
- новий таймер реального часу[2]:6
- підтримка блок-мультиплексних каналів[2]:18, що з'явилася у System/360 Model 85.[5]

Дані моделі мали феритову пам'ять і не підтримували віртуальну пам'ять.